# Clara Patek-Hochenadl
Clara Patek-Hochenadl (* 22. Oktober 1880 als Clara Patek in Wien, Österreich-Ungarn; † im 20. Jahrhundert) war eine österreichische Journalistin, die unter anderem als leitende Redakteurin beim Neuen Wiener Journal und der Wiener Mode tätig war.

## Leben und Karriere
Clara Patek-Hochenadl wurde am 22. Oktober 1880 als Clara Patek, auch Claire Patek genannt, in Wien geboren. Im Jahre 1915 heiratete sie einen Mann namens Hochenadl, nahm dessen Familiennamen an und trat fortan als Clara Patek-Hochenadl in Erscheinung. Im Laufe ihres Lebens arbeitete sie zum Teil auch als leitende Redakteurin für das Neue Wiener Journal und die Wiener Mode. Noch vor ihrer Heirat mit Hochenadl trat sie im Jahre 1913 aus dem Mosaischen Glauben aus. Noch in den 1930er Jahren soll sie für die letztgenannte Zeitung aktiv gewesen sein. Über ihr späteres Lebens ist nichts mehr bekannt.